# Rieckenova vila
Rieckenova vila je památkově chráněná budova v Litvínově. Je součástí areálu bývalé textilní továrny Marbach & Riecken (vznik se datuje 1828–1831) v údolí Bílého potoka v litvínovské městské části Šumná. Spolu s celým areálem továrny je chráněna jako kulturní památka.
Vila je dnes nepřístupná, postupně chátrá, omítka je v dezolátním stavu, zahrada je zanedbaná a slouží jako pastva pro koně.

## Historie
Továrník Heinrich C. A. Riecken nechal kolem roku 1910 poblíž své textilní továrny upravit původní dům (historie nebo původní architekt nejsou známi, dům zde stál zaručeně před r. 1897, kdy na něm arch. Franz Nuska prováděl přístavbu verandy). Secesní přestavbu původně klasicistního domu a jeho adaptaci na moderní sídlo zadal továrník Riecken mosteckému architektu Adolfu Scharzerovi. Dům byl mj. vybaven podlahovým vytápěním, centrálním vysavačem  nebo moderní pračkou s odstředivkou. Roku 1926 nechali Rieckenovi zastřešit balkony dřevěnou přístavbou (litvínovský stavitel Rudolf Knie).

## Heinrich Riecken
Heinrich Riecken (1875–?) byl synem Konráda Rieckena. Rodina podnikala v textilním průmyslu, vlastnila přádelnu bavlny a tkalcovnu. Po studiích přebral rodinný podnik s celým názvem Marbach a Riecken. Tato firma otevřela bavlnářskému průmyslu cestu do Litvínova.
Poslední záznamy o jeho působení jsou z roku 1946, takže je možné předpokládat, že došlo k jeho odsunu do Německa.

## Spolek pro oživení Rieckenovy vily
1. 6. 2023 byl založen (14. 6. 2023 ve spolkovém rejstříku zapsán) Spolek pro oživení Rieckenovy vily - pobočný spolek Českojiřetínského spolku se sídlem v Rieckenově vile. Účelem spolku je podpora iniciativy občanů ve prospěch Krušnohoří, se zvláštním zřetelem na zachování a rozvoj technických a kulturních památek zejména v kontextu průmyslové tradice regionu, pěstování dobrých sousedských vztahů v rámci česko-německé přeshraniční spolupráce a rovněž v rámci širší mezinárodní spolupráce v duchu společensko-historických vazeb napříč Evropou.  